# Macrostomus seticauda
Macrostomus seticauda är en tvåvingeart som beskrevs av Smith 1963. Macrostomus seticauda ingår i släktet Macrostomus och familjen dansflugor. Inga underarter finns listade i Catalogue of Life.